# Chrysalidinella
Chrysalidinella es un género de foraminífero bentónico de la familia Reussellidae, de la superfamilia Buliminoidea, del suborden Buliminina y del orden Buliminida. Su especie tipo es Chrysalidina dimorpha. Su rango cronoestratigráfico abarca desde el Eoceno hasta la Actualidad.

## Discusión
Clasificaciones previas incluían Chrysalidinella en el suborden Rotaliina del orden Rotaliida.

## Clasificación
Chrysalidinella incluye a las siguientes especies:
- Chrysalidinella bicamerata
- Chrysalidinella costata
- Chrysalidinella dimorpha
- Chrysalidinella earlandi
- Chrysalidinella fljiensis
- Chrysalidinella miocenica
- Chrysalidinella pacifica
- Chrysalidinella papillata
- Chrysalidinella popei
- Chrysalidinella ruscellii
- Chrysalidinella spectabilis